# Mona (průliv)

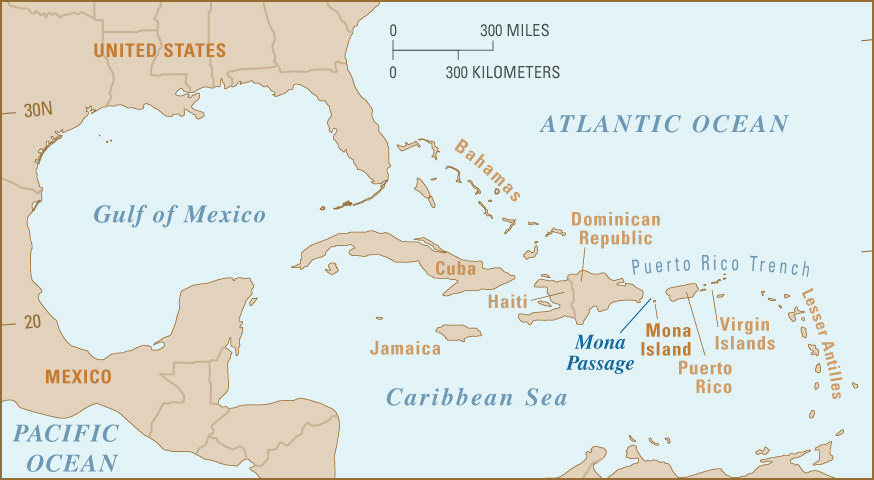
Mapa

Mona (španělsky Canal de la Mona, anglicky Mona Passage) je mořský průliv mezi ostrovy Hispaniola a Portoriko. Je široký 130 km a nacházejí se v něm neobydlené ostrovy Mona, Monito a Desecheo. Průměrná hloubka se pohybuje mezi 500 a 1000 metry. Průliv představuje důležitou námořní cestu z Atlantiku do Karibského moře a k Panamskému průplavu, plavba v něm je však velmi náročná vzhledem k množství skrytých mělčin, seismické aktivitě i proudům vznikajícím mezi ostrovy. Navigaci pomáhá maják na ostrově Mona. Průliv se vyznačuje bohatým podmořským životem včetně vzácné karety pravé.
Dne 19. dubna 1782 se konala bitva v průlivu Mona, v níž Britové vedení Samuelem Hoodem porazili francouzské námořnictvo.
V říjnu 1918 došlo ve vodách průlivu k zemětřesení, po kterém zasáhla pobřeží Portorika zničující přílivová vlna.